# Sydkoreas håndboldlandshold (herrer)
Sydkoreas håndboldlandshold for herrer er den nationale hold i Sydkorea i håndbold.

## Statistik

### Sommer-OL
| År   | Rang     |
| ---- | -------- |
| 1984 | 11.plads |
| 1988 | Sølv     |
| 1992 | 6. plads |
| 1996 | DNQ      |
| 2000 | 9. plads |
| 2004 | 8.plads  |
| 2008 | 8.plads  |
| 2012 | 11.plads |

### Verdensmesterskab
- 1986 - 12. plads
- 1990 - 12. plads
- 1993 - 15. plads
- 1995 - 12. plads
- 1997 - 8. plads
- 1999 - 14. plads
- 2001 - 12. plads
- 2007 - 15. plads
- 2009 - 12. plads
- 2011 - 13. plads
- 2013 - 21. plads
- 2019 - Deltog som samlet Korea
- 2021 - 31. plads
- 2023 - 28. plads